# Krynicznik giętki
Krynicznik giętki (Nitella flexilis) – gatunek ramienicy z rodzaju krynicznik.

## Morfologia
PokrójDość duży makroglon (długości zazwyczaj 10–40 cm). Czasem jednak mniejszy lub większy, osiągając największe rozmiary wśród europejskich przedstawicieli rodzaju. Cienka (0,5–1,2 mm średnicy), silnie rozgałęziona nibyłodyga. Nibyliście cienkie. Międzywęźla, zwłaszcza dolne, przeważnie dłuższe od nibyliści (1 do 4 razy. Plecha ciemnozielona, czasem brunatna, a gdy inkrustowana węglanem wapnia – szarozielona z charakterystycznym prążkowaniem na nibyłodygach i nibyliściach. Zazwyczaj bardzo wiotka i elastyczna. Roślina jednopienna.
NibyliścieDługie i wiotkie, zwłaszcza na głębokich stanowiskach. Zwykle po 6 w okółku, czasem po 4–8, wyjątkowo do 10, także w układzie 6 głównych i 1–2 dodatkowych. Tępo zakończone, ze zgrubiałą błoną. Płodne jednokrotnie widlasto, rzadko rozgałęzione, z członem pierwszego rzędu około dwukrotnie dłuższym od członów drugiego rzędu. Zwykle proste, a szczytowe nieco zagięte do środka, bardzo rzadko formując się w główki w szczytowych okółkach. Oprócz typowych nibyliści z okółków wyrastają dodatkowe nibyliście (1–2), które są krótsze, różnią się od nich brakiem rozgałęziania i są płonne.
PlemniePojedyncze. Wyrastają w rozgałęzieniach nibyliści. Żółtozielone. Bez śluzowej otoczki. Dość duże (niewiele mniejsze od lęgni), o średnicy 500–800 μm.
LęgniePojedyncze, rzadko podwójne lub potrójne. Nieośluzione, ciemnoczerwone do brązowych. Wyrastają w rozgałęzieniach nibyliści. Nieznacznie większe od plemni (600–900 × 550–780 μm), umieszczone poniżej niej. Koronka bardzo mała (40 μm wysokości) lub brak, odpadająca poza sezonem wegetacyjnym. Oospory czarne, lub ciemnobrązowe do czerwonych. Gładkie lub z brodawkami. O wymiarach 300–575 × 280–500 μm.

## Zmienność
Gatunek bardzo zmienny morfologicznie. W wodach płytkich zwykle bardziej kępiasta (cała kępa wyrasta z jednej grubej, jasnej bulwki), niska (10–15 cm wysokości). W głębszych wodach formy bardziej wydłużone, aż przekraczając 1 metr długości, o dłuższych międzywęźlach, kilkakrotnie dłuższych od nibyliści i dłuższych (do 7 cm) i bardziej wiotkich nibyliściach. Na podłożu organicznym plecha od dołu brunatnieje. Odmiana N. flexilis var. fryeri jest protandryczna.

## Podobne gatunki
Krynicznik giętki jest bardzo podobny do Nitella opaca, według niektórych autorów, jedyną morfologiczną cechą pozwalającą na ich rozróżnienie jest jedno- lub dwupienność, więc łatwo je pomylić w stadium wegetatywnym. Cechami pomagającymi je wówczas odróżnić jest obecność lub brak główek czy dodatkowych nibyliści. Inne nieco mniej podobne gatunki to Nitella mucronata i Nitellopsis obtusa.

## Biologia i ekologia

### Biologia
Rozwój
Roślina jednoroczna lub zimująca, co zależy od głębokości występowania. Płodna od maja do września, oospory uwalniane od lipca.
Cechy fitochemiczne
Wśród steroli najpospolitszy w ciele krynicznika giętkiego jest 28-izofukosterol, a na drugim miejscu klionasterol. Cholesterol występuje w niewielkich ilościach.
Genetyka
Liczba chromosomów: n=12. Analiza kariotypu sugeruje, że N. flexilis powstał w wyniku hybrydyzacji N. opaca i innego gatunku krynicznika (oba o n=6).

### Ekologia
Gatunek słodkowodny; wody od miękkich po twarde, także słonawe. Rzadki w rzekach wolno płynących i w eutroficznych jeziorach – tam występuje w rozproszeniu wśród roślinności szuwarowej. Zwykle rośnie w jeziorach mezotroficznych, na różnej głębokości, preferując wody miękkie. Spotykany też w mniejszych zbiornikach czy rowach, w jeziorach przymorskich i górskich, także humusowych. W preferowanych warunkach tworzy łąki ramienicowe z zespołu Nitelletum flexilis. Gatunek występuje w różnym zakresie temperatur, ale preferuje wody chłodne, choć w zbyt chłodnych może nie rozmnażać się płciowo.  W jeziorach środkowej i zachodniej Europy występuje w wodach o różnym stanie ekologicznym, ale jest jednym z gatunków najczęściej spotykanych w wodach o dobrym stanie, zwłaszcza w jeziorach o średniej głębokości.
Występowanie
Gatunek kosmopolityczny – notowany na Grenlandii, w USA, Kolumbii, Brazylii, różnych krajach Europy, Pakistanie, Chinach, Japonii, Queenslandzie i na Hawajach. W Polsce również szeroko rozpowszechniona.

## Zastosowanie
Krynicznik giętki jest wykorzystywany jako roślina akwariowa. W literaturze akwarystycznej bywa określany jako świecznica giętka.

## Zagrożenia i ochrona
W Polsce podlega ochronie gatunkowej od 2014 r., w którym został wpisany przez Ministerstwo Środowiska na listę gatunków roślin objętych ochroną częściową. Jego siedliska mogą być chronione, jako że w większym zagęszczeniu może występować w jeziorach lobeliowych lub miękkowodnej odmianie jezior ramienicowych, które w Unii Europejskiej podlegają ochronie w systemie Natura 2000. Status zagrożenia ma różny w zależności od regionu – w Polsce jest uznany za gatunek narażony, podczas gdy według badaczy skandynawskich jest gatunkiem najmniejszej troski.